# 和平攻势
和平攻势是中国共产党用语，指的是1947年初制宪国民大会之后，国共关系全面破裂时，国民政府为避免全面内战，争取和平之各种努力。
中国共产党认为这是国民党的和平烟幕，妄图嫁祸共产党；国民政府认为这是为竭力避免内战，争取中共接受《中华民国宪法》的最后努力。
制宪国民大会之后，国民党认为中国共产党虽然拒绝参加制宪大会，但因通过了基于国共商议的政协宪草的中华民国宪法，而该草案业已经由国共两党在年初共同协商，故中共实无理由可以反对。因此国民党试图以这部国共两党共同参与过的宪法作为实现和平的机会，但因为最终中共坚持“废除该宪法是和谈的最低限度”之不可能条件而导致国共彻底破裂。

## 过程
制宪国民大会之后，国民政府和中国共产党为避免全面内战，所作最后的和平努力共计三次。

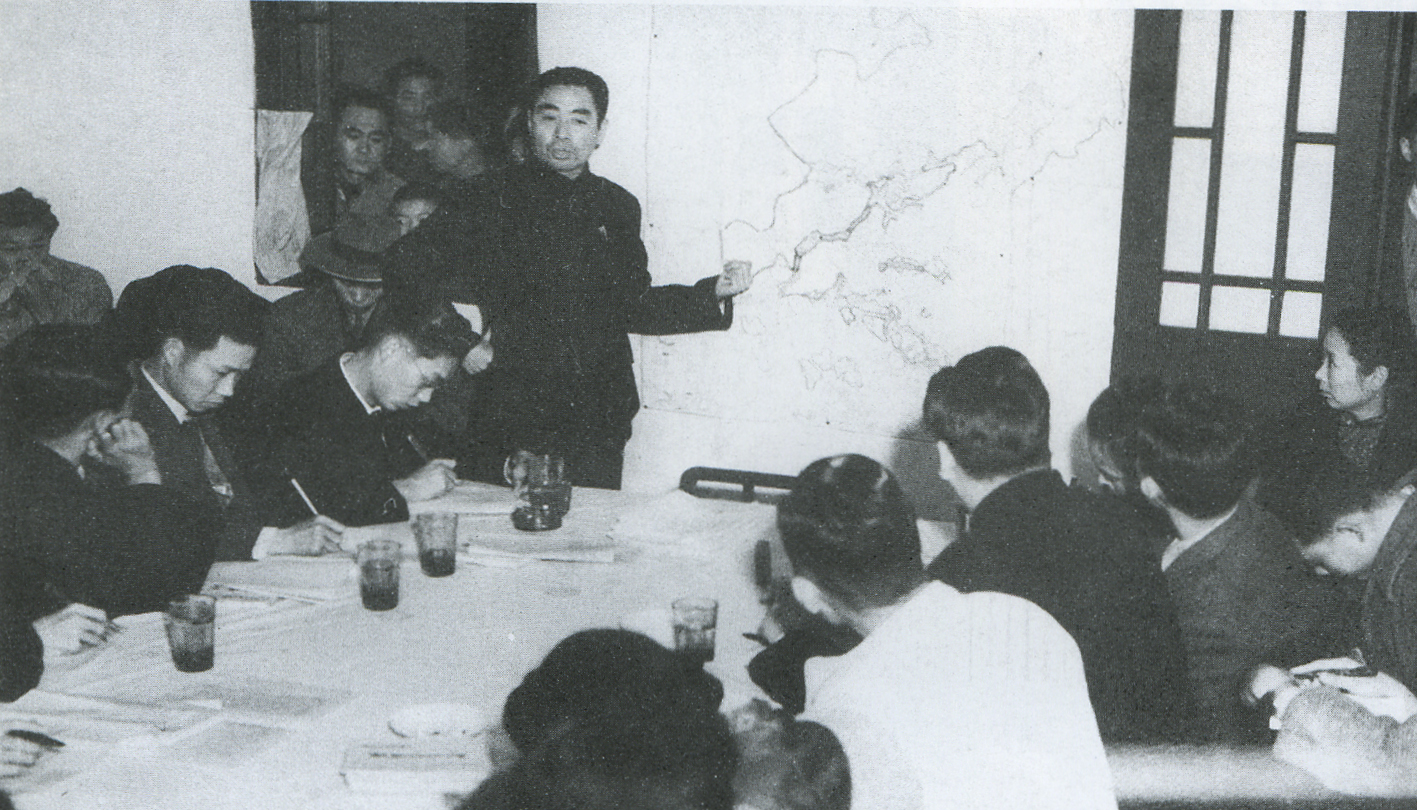
1946年11月16日周恩来在南京召开记者会，谴责制宪国大召开，宣布自己将返回延安

1. 1947年1月9日，国民政府应即将离华赴美任职的马歇尔将军之要求[1]，宣布愿意派代表赴延安同中共讨论“停止冲突与改组政府的全面计划”；中共驻京（南京）代表团发言人陆定一回应，除非国民政府接受中共的两点要求（即废除宪法和恢复1946年1月31日军事位置），否则在延安就没有什么可谈。同时，立法院长孙科发表声明，希望各党派举行圆桌会议，以解决存在的分歧；中共发言人再度回应，中共已经提出两点要求，该由政府宣布它作为恢复和谈基础的反建议了[2][3]。
2. 1947年1月16日，国民政府进一步提出派张治中赴 延安，并提出了恢复和谈的四项方案：1，举行圆桌会议，各党派均可参加；2，政府与中共立即下令全国就地停战，并协谈停战方案；3，整编军队与恢复交通，仍根据过去协议原则由三人小组继续商谈具体办法；4，宪法实施前，对于有争执之区域地方政权，政府愿意与中共商定解决办法。中共在17日回应，如政府同意 前面两项先决条件（废除宪法和恢复一年前之军事位置），即可恢复和谈，否则政府无派员赴延安之必要[4]。
3. 1947年1月20日，国民政府再度发表声明，恳请中共相忍为国，继续和谈，以实现政治民主化，军队国家化之目标。25日，中共回应，“取消伪宪与恢复去年1月31日军事位置，乃是最低限度的和谈先决条件”[5]。

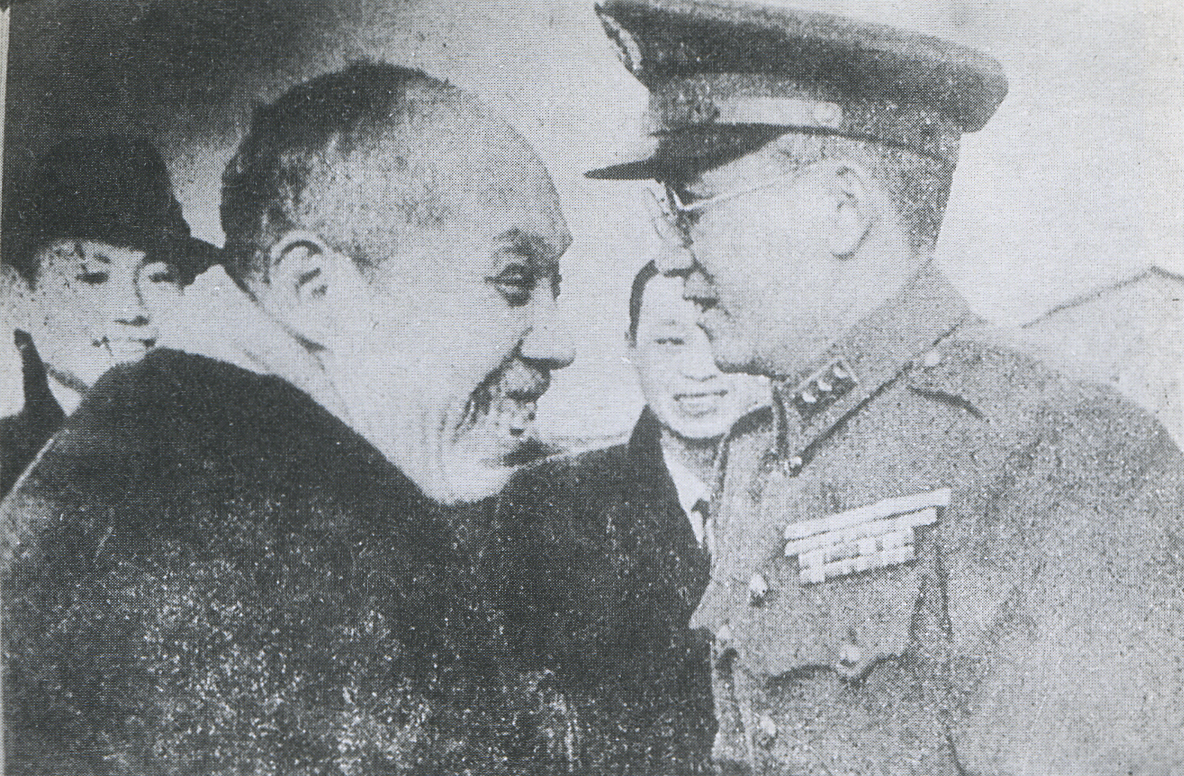
1947年3月7日，政府代表张治中（右）在南京送董必武（左）等中共驻京人员乘坐美飞机撤回延安

在中共1月25日回应之后，美国政府宣布撤退北平军事调处执行部的美方人员，同时中止三人会议的关系，于是美国与国共三方关系完全解除。在中共提出废除宪法等不可能条件后，国共和谈已经彻底破裂。此时中共仍在南京公开活动，并发行《新华日报》。美国大使司徒雷登和政府代表皮宗阚询问中共南京联络处是否将要撤退；后政府以索要联络处房子为理由委婉下达逐客令，但中共称只要国府废除宪法，即可重开和谈，故拒绝撤退。两次逐客令均未使中共离开，且中共在上海“制造风潮”，“组织暴动”。
1947年2月底，国民政府在中共拒绝和谈且拒绝撤离南京的情况下，公开通知中共驻南京办事处留守人员，要求南京，上海，重庆三地的中共人员必须在3月5日前撤退，中共在重庆等地的《新华日报》应停止发行。3月7日，董必武率领南京的中共人员撤退，并宣布国民党驱逐中共代表，“关闭一切和平谈判之门，妄图内战到底”，“一切后果由他（蒋中正）负责”。3月10日，国军开始进攻延安。
1947年6月30日，国民政府司法院检察署颁布通缉令，通缉中共首脑毛泽东，周恩来，任弼时，董必武等人，中共被民国政府宣布取缔。10月，国民政府内务部宣布，因民盟涉嫌煽动学潮配合中共叛乱，被取缔。国共内战正式公开爆发。

## 评价
梁漱溟认为，制宪国大之后，7月半至11月半一段是国方无意和平，11月半以后是共方无意。中共认为，是国民党发动和平攻势，试图嫁祸共产党。国民党认为，是“我政府迫不得已乃忍痛動員，從事戡亂，這是最近的歷史事實”